# 郭王村站 (甘肃省)
郭王村站是一个陇海线上的已撤销铁路车站，位于甘肃省天水市麦积区新阳镇郭王村，建于1958年，曾为五等站，邮政编码为741029。